# Delias kazueae
Delias kazueae is een vlindersoort uit de familie van de Pieridae (witjes), onderfamilie Pierinae.
Delias kazueae werd in 1986 beschreven door Kitahara.